# Требейов
Требейов (словац. Trebejov) — село в окрузі Кошиці-околиця Кошицького краю Словаччини. Площа села 7,67 км². Станом на 31 грудня 2016 року в селі проживало 203 жителі.

## Історія
Перші згадки про село датуються 1289 роком.

## Населення
| Рік:            | 1994. | 2004.    | 2014.    | 2024.   |
| --------------- | ----- | -------- | -------- | ------- |
| Кількість осіб: | 130   | 163      | 207      | 215     |
| Різниця:        |       | +25,38 % | +26,99 % | +3,86 % |

| Рік:            | 2023. | 2024.   |
| --------------- | ----- | ------- |
| Кількість осіб: | 205   | 215     |
| Різниця:        |       | +4,87 % |